# Mistrzostwa Europy w Gimnastyce Artystycznej 2019
Mistrzostwa Europy w Gimnastyce Artystycznej 2019 – 35. edycja mistrzostw Europy w gimnastyce artystycznej. Odbyły się w dniach 16–19 maja w Narodowej Arenie Gimnastycznej w stolicy Azerbejdżanu, Baku. Rozegrane zostały również konkurencje juniorskie.
W zawodach seniorów mogły wziąć udział zawodniczki urodzone nie później niż w 2003 roku, zaś w rywalizacji juniorów – urodzone w latach 2004–2005.
W rywalizacji wzięło udział 196 zawodniczek (81 seniorek i 115 juniorek) z 35 państw.
Były to czwarte mistrzostwa Europy w gimnastyce artystycznej rozegrane w tym mieście. Poprzednio odbyły się tu w 2007, 2009 i 2014 roku.

## Program
| Data    | Wydarzenie   | Konkurencja                           |
| ------- | ------------ | ------------------------------------- |
| 16 maja | Kwalifikacje | Układ z pięcioma obręczami juniorek   |
| 17 maja | Kwalifikacje | Układy z obręczą i piłką seniorek     |
| 18 maja | Kwalifikacje | Układy z maczugami i wstążką seniorek |
| 18 maja | Kwalifikacje | Układ z pięcioma wstążkami juniorek   |
| 19 maja | Finały       | Układ z pięcioma obręczami juniorek   |
| 19 maja | Finały       | Układ z pięcioma wstążkami juniorek   |
| 19 maja | Finały       | Układ z obręczą seniorek              |
| 19 maja | Finały       | Układ z piłką seniorek                |
| 19 maja | Finały       | Układ z maczugami seniorek            |
| 19 maja | Finały       | Układ ze wstążką seniorek             |

## Medaliści
| Konkurencja                         | Złoto | Srebro | Brąz |        |
| Seniorki                            | | | |        |
| Układ z obręczą                     | Dina Awierina | Kaciaryna Hałkina | Nikol Zelikman | [ 3 ]  |
| Układ z piłką                       | Arina Awierina | Aleksandra Sołdatowa | Borjana Kalejn | [ 4 ]  |
| Układ z maczugami                   | Arina Awierina | Dina Awierina | Włada Nikolczenko | [ 5 ]  |
| Układ ze wstążką                    | Dina Awierina | Aleksandra Sołdatowa | Borjana Kalejn | [ 6 ]  |
| Juniorki                            | | | |        |
| Wielobój w układach zbiorowych      | Rosja Anna Batasowa · Amina Chałdarowa · Jelizawieta Kotieniowa · Aleksandra Siemibratowa · Diana Siemirienko · Alisa Tiszczenko                                                                                 | Białoruś Palina Aliaksandrawa · Marharyta Jaceuska · Jauhienija Kieł · Polina Kowaliowa · Wiktoryja Padkidysz · Palina Słanczeuska                                                                                 | Włochy Siria Cella · Alexandra Naclerio · Serena Ottaviani · Vittoria Quoiani · Giulia Segatori · Simona Villella                                                                                      | [ 7 ]  |
| Układ zbiorowy z pięcioma obręczami | Rosja Anna Batasowa · Amina Chałdarowa · Jelizawieta Kotieniowa · Aleksandra Siemibratowa · Diana Siemirienko · Alisa Tiszczenko                                                                                 | Ukraina Sofija Cybulia · Wiktorija Denysenko · Nikol Krasiuk · Melina Melnyk · Ołeksandra Panczuk · Daria Szczerbakowa                                                                                             | Białoruś Palina Aliaksandrawa · Marharyta Jaceuska · Jauhienija Kieł · Polina Kowaliowa · Wiktoryja Padkidysz · Palina Słanczeuska                                                                     | [ 8 ]  |
| Układ zbiorowy z pięcioma wstążkami | Rosja Anna Batasowa · Amina Chałdarowa · Jelizawieta Kotieniowa · Aleksandra Siemibratowa · Diana Siemirienko · Alisa Tiszczenko                                                                                 | Izrael Amit Hedwat · Emili Malka · Miszel Mihailtz · Romi Paritzki · Diana Swercow | Białoruś Palina Aliaksandrawa · Marharyta Jaceuska · Jauhienija Kieł · Polina Kowaliowa · Wiktoryja Padkidysz · Palina Słanczeuska                                                                     | [ 9 ]  |
| Konkurencje mieszane                | | | |        |
| Rywalizacja drużynowa               | Rosja Seniorki: · Arina Awierina · Dina Awierina · Aleksandra Sołdatowa · Juniorki: · Anna Batasowa · Amina Chałdarowa · Jelizawieta Kotieniowa · Aleksandra Siemibratowa · Diana Siemirienko · Alisa Tiszczenko | Białoruś Seniorki: · Kaciaryna Hałkina · Alina Harnasko · Anastasija Sałos · Juniorki: · Palina Aliaksandrawa · Marharyta Jaceuska · Jauhienija Kieł · Polina Kowaliowa · Wiktoryja Padkidysz · Palina Słanczeuska | Bułgaria Seniorki: · Borjana Kalejn · Katrin Tasewa · Newiana Władinowa · Juniorki: · Karina Dimitrowa · Żanina Georgiewa · Aleksandra Kiosewa · Jana Momtcziłow · Margarita Wasilewa · Monika Zarkowa | [ 10 ] |

## Klasyfikacja medalowa
| Pozycja | Państwo  | Złoto | Srebro | Brąz | Razem |
| ------- | -------- | ----- | ------ | ---- | ----- |
| 1.      | Rosja    | 8     | 3      | 0    | 11    |
| 2.      | Białoruś | 0     | 3      | 2    | 5     |
| 3.      | Izrael   | 0     | 1      | 1    | 2     |
| 3.      | Ukraina  | 0     | 1      | 1    | 2     |
| 5.      | Bułgaria | 0     | 0      | 3    | 3     |
| 6.      | Włochy   | 0     | 0      | 1    | 1     |
| Razem   | Razem    | 8     | 8      | 8    | 24    |

## Reprezentacje biorące udział
Aktualne na dzień 2019-04-17.
| Reprezentacja      | Liczba zawodniczek | Liczba zawodniczek | Liczba zawodniczek | Liczba zawodniczek |
| Reprezentacja      | Seniorki           | Rezerwowe          | Juniorki           | Razem              |
| ------------------ | ------------------ | ------------------ | ------------------ | ------------------ |
| Andora             | 1                  | 0                  | 0                  | 1                  |
| Austria            | 2                  | 1                  | 0                  | 3                  |
| Azerbejdżan        | 2                  | 1                  | 5                  | 8                  |
| Białoruś           | 3                  | 1                  | 6                  | 10                 |
| Bułgaria           | 3                  | 0                  | 6                  | 9                  |
| Chorwacja          | 2                  | 0                  | 0                  | 2                  |
| Cypr               | 2                  | 0                  | 0                  | 2                  |
| Czarnogóra         | 1                  | 0                  | 0                  | 1                  |
| Czechy             | 2                  | 0                  | 6                  | 8                  |
| Estonia            | 3                  | 0                  | 6                  | 9                  |
| Finlandia          | 2                  | 1                  | 6                  | 9                  |
| Francja            | 2                  | 0                  | 0                  | 2                  |
| Grecja             | 3                  | 0                  | 6                  | 9                  |
| Gruzja             | 3                  | 0                  | 6                  | 9                  |
| Hiszpania          | 2                  | 1                  | 6                  | 9                  |
| Izrael             | 2                  | 1                  | 6                  | 9                  |
| Litwa              | 3                  | 0                  | 5                  | 8                  |
| Luksemburg         | 1                  | 0                  | 0                  | 1                  |
| Łotwa              | 2                  | 0                  | 0                  | 2                  |
| Macedonia Północna | 1                  | 0                  | 0                  | 1                  |
| Mołdawia           | 3                  | 1                  | 0                  | 4                  |
| Niemcy             | 0                  | 0                  | 5                  | 5                  |
| Norwegia           | 3                  | 0                  | 5                  | 8                  |
| Polska             | 2                  | 0                  | 6                  | 8                  |
| Portugalia         | 2                  | 0                  | 0                  | 2                  |
| Rosja              | 3                  | 1                  | 6                  | 10                 |
| Rumunia            | 2                  | 0                  | 6                  | 8                  |
| Serbia             | 1                  | 0                  | 0                  | 1                  |
| Słowacja           | 3                  | 0                  | 0                  | 3                  |
| Słowenia           | 2                  | 0                  | 0                  | 2                  |
| Szwajcaria         | 0                  | 0                  | 6                  | 6                  |
| Turcja             | 2                  | 0                  | 0                  | 2                  |
| Ukraina            | 2                  | 1                  | 6                  | 9                  |
| Węgry              | 2                  | 1                  | 6                  | 9                  |
| Włochy             | 2                  | 0                  | 6                  | 8                  |
| Razem              | 71                 | 10                 | 116                | 197                |

## Reprezentacja Polski
W zawodach wzięło udział ośmioro zawodniczek, w tym sześcioro juniorek.
Seniorki
- Natalia Kozioł (SGA Gdynia)
- Natalia Wiśniewska (UKS Jantar Gdynia)

Juniorki
- Liwia Krzyżanowska (KSGA Legion Warszawa)
- Oliwia Motyka-Radłowska (UKS SP 220 Warszawa)
- Anna Rybałko (KSGA Legion Warszawa)
- Magdalena Szewczuk (UKS PM Syrena Warszawa)
- Julia Wierzba (KSGA Legion Warszawa)
- Julia Wojciechowska (KSGA Legion Warszawa)

| Zawodniczka                                                                                                  | Konkurencja                | Kwalifikacje | Kwalifikacje | Finał   | Finał   |
| Zawodniczka                                                                                                  | Konkurencja                | Wynik        | Pozycja      | Wynik   | Pozycja |
| --- | -------------------------- | ------------ | ------------ | ------- | ------- |
| Natalia Kozioł                                                                                               | Układ z obręczą            | 17,050       | 32.          | NQ      | NQ      |
| Natalia Kozioł                                                                                               | Układ z piłką              | 16,525       | 37.          | NQ      | NQ      |
| Natalia Kozioł                                                                                               | Układ z maczugami          | 17,350       | 35.          | NQ      | NQ      |
| Natalia Kozioł                                                                                               | Układ ze wstążką           | 13,500       | 41.          | NQ      | NQ      |
| Natalia Kozioł                                                                                               | Wielobój                   | 50,925       | 32.          | NQ      | NQ      |
| Natalia Wiśniewska                                                                                           | Układ z obręczą            | 16,350       | 36.          | NQ      | NQ      |
| Natalia Wiśniewska                                                                                           | Układ z piłką              | 13,400       | 56.          | NQ      | NQ      |
| Natalia Wiśniewska                                                                                           | Układ z maczugami          | 12,700       | 55.          | NQ      | NQ      |
| Natalia Wiśniewska                                                                                           | Układ ze wstążką           | 10,400       | 58.          | NQ      | NQ      |
| Natalia Wiśniewska                                                                                           | Wielobój                   | 42,450       | 50.          | NQ      | NQ      |
| Liwia Krzyżanowska Oliwia Motyka-Radłowska Anna Rybałko Magdalena Szewczuk Julia Wierzba Julia Wojciechowska | Układ z pięcioma obręczami | 17,750       | 16.          | NQ      | NQ      |
| Liwia Krzyżanowska Oliwia Motyka-Radłowska Anna Rybałko Magdalena Szewczuk Julia Wierzba Julia Wojciechowska | Układ z pięcioma wstążkami | 15,250       | 15.          | NQ      | NQ      |
| Liwia Krzyżanowska Oliwia Motyka-Radłowska Anna Rybałko Magdalena Szewczuk Julia Wierzba Julia Wojciechowska | Wielobój                   | —            | —            | 33,000  | 15.     |
| Polska | Klasyfikacja drużynowa     | —            | —            | 150,275 | 16.     |